# Cédric Coutouly

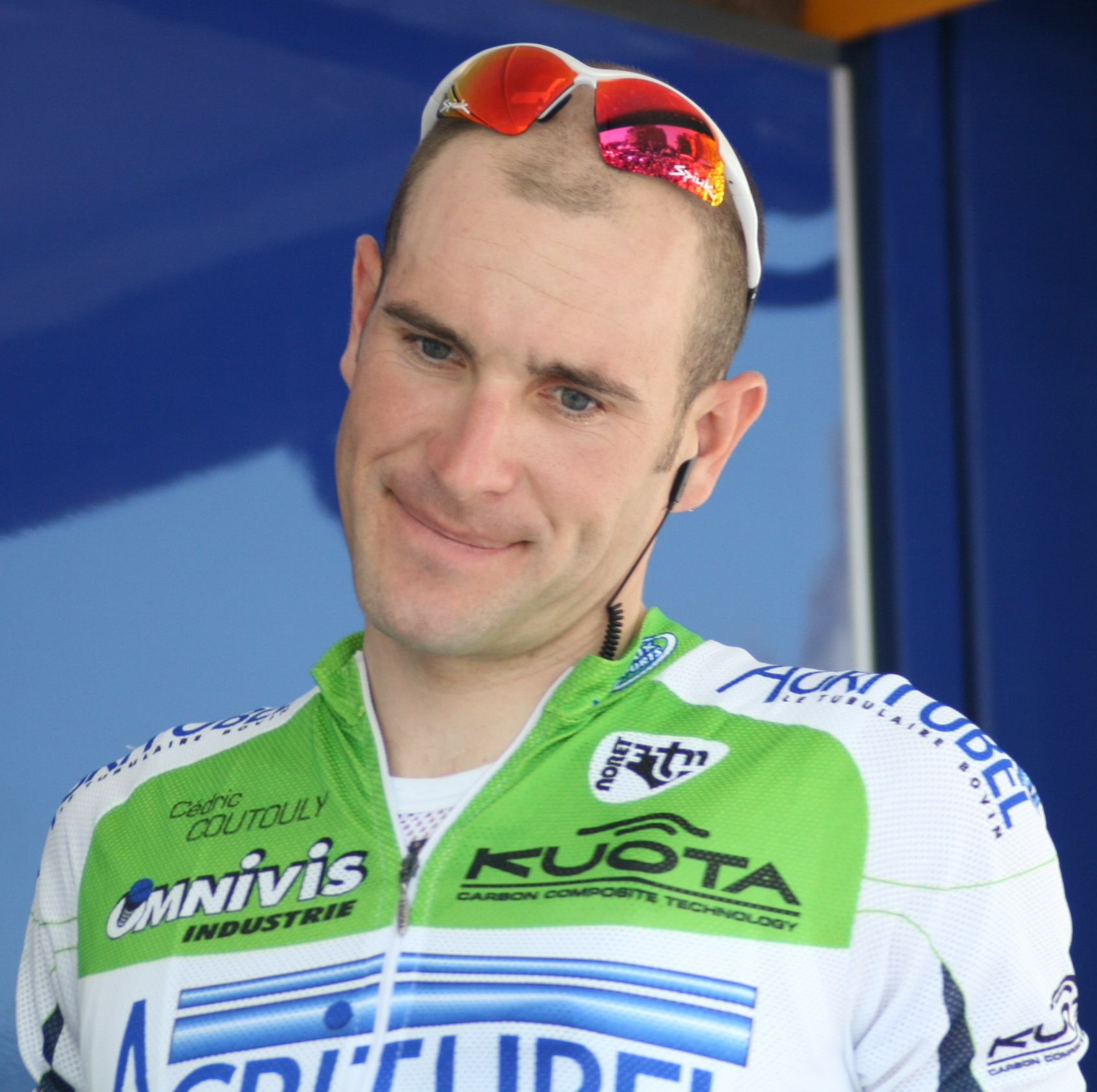
Imagem do ciclista profissional francês de estrada Cédric Coutouly.

Cédric Coutouly (n. 16 de janeiro, 1980 em Albi) é um ciclista profissional francês que participa em competições de ciclismo de estrada.